# Da'at Elyon e Da'at Tachton
Daas/Daat Elyon ("Conoscenza Superiore") e Daas/Daat Tachton ("Conoscenza Inferiore") sono due livelli alternativi di percezione della realtà nel pensiero chassidico ebraico. Tali termini derivano dalle Sephirot cabalistiche: Keter (Volontà supraconscia) e Da'at (Conoscenza conscia), considerati due livelli dello stesso principio unificatore; il primo comprensivo, il secondo internalizzato nella persona. Nella Cabala alternativamente Keter o Da'at vengono citate nelle 10 Sephirot, ma non entrambe insieme. Mentre il significato di questa dualità è limitato nella Cabala alla sua discussione dei reami celesti, il significato e la terminologia di "Conoscenza Superiore" e "Conoscenza Inferiore" emergono nella internalizzazione chassidica della Cabala per descrivere percezioni coscienti alternative e paradossali della Panenteismo divino in questo Mondo materiale. Conoscenza Superiore si riferisce alla visione divina "dall'Alto", la Conoscenza Inferiore alla visione creata (umana/mondana) "dal Basso".

## Descrizione
I termini Daas Elyon e Tachton sono usati particolarmente nella sistematizzazione filosofica del movimento Chabad nell'ambito del pensiero chassidico. I termini cabalistici alternativi Ayin e Yesh ("Non-essere e Essere") sono più comunemente usati negli altri circoli del misticismo chassidico. Chabad differisce dal chassidismo principale per la sua ricerca intellettuale della terminologia cabalistica e dei concetti che lo Chassidismo ha adattato al suo misticismo psicologicamente focalizzato. In questo Daas Elyon e Tachton assume una connotazione concettuale correlata, ma più ampia di Ayin e Yesh, siccome diventano due paradigmi di percezione alternativa cosciente di tutto il misticismo chassidico. Lo Chassidismo ha esteso il significato di Ayin e Yesh al di là del suo significato cabalistico celeste astratto, per descrivere come questo reame fisico sia in alternativamente "Essere" o "Non essere" come percepito dalla Creazione, nel suo annullamento dentro al Tutto Divino panenteistico. Conoscenza Superiore e Conoscenza Inferiore lo ampliano ulteriormente a qualsiasi livello spirituale di esistenza, o a qualsiasi concetto in esame.
Nella Cabala storica, Keter ("Corona") è la Divina Volontà trascendente in interiorizzazione supracosciente, mentre Da'at ("Conoscenza") è l'aspetto interiorizzato dello stesso principio, che canalizza la forza vitale creativa Ohr nell'esistenza. Di conseguenza, Keter è la "Conoscenza Nascosta", che diventa rivelata in Da'at. Moses Cordovero cita Keter come  prima Sefirah ed esclude Da'at, mentre Isaac Luria esclude Keter come troppo trascendente per essere considerata come causa prima della Creazione, sostituendovi invece Da'at. Dove Keter è la radice spirituale nascosta delle Sephirot intellettuali, Da'at è invece la radice spirituale nascosta delle emozioni che emergono successivamente. Keter viene rivelata nell'Intelletto e Da'at nelle Emozioni.
Il Pensiero chassidico ha adattato la terminologia cabalistica al proprio interesse per la percezione psicologica diretta nel Deveikuth, l'attaccamento/adesione a Dio. Collega le Sephirot ai loro corrispondenti paralleli nelle Kochos hanefesh ("potenze dell'anima") come esperienza devozionale dell'Uomo. Allo stesso modo Da'at Elyon e Tachton emergono come le due prospettive alternative della Creazione, la coscienza divina "dall'Alto" e la coscienza creata "dal basso". Mentre il pensiero chassidico conserva universalmente il significato cabalistico di Ayin (Non-essere) per fare riferimento alla comprensione inaccessibile del Divino Infinito dalla prospettiva della Creazione, e Yesh (Essere) per riferirsi alla percezione da parte della Creazione della sua propria esistenza, questa attribuzione riflette solo l'idea della Conoscenza Inferiore. Dal punto di vista divino di Conoscenza Superiore, in verità solo Dio esiste, che è il Yesh Amity ("Vero Essere"). La creazione è nullificata nella non-esistenza acosmica (Ayin) entro la sua fonte divina, "come la luce del sole è annullata entro la sua stessa massa". Tuttavia, poiché il misticismo chassidico descrive la devozione dell'uomo verso Dio, esso usa ancora i termini Ayin e Yesh nell'ambito della tradizione cabalistica per riferirsi alla Conoscenza Inferiore, e non viceversa.

## Esempi
- Yichudah Ilaah ("Unità Superiore") e Yichudah Tataah ("Unità Inferiore"), i due livelli di intendere il Monoteismo. Questo paradosso alternativo è spiegato nella seconda sezione del Tanya, riflettendo l'interpretazione più metaforica dell'autore in merito alloTzimtzum lurianico, che tende al monismo  acosmico.

(Tanya I:21)
- Secondo Chabad, la spiegazione chassidica del libero arbitrio asserisce che il paradosso della scelta umana rispetto alla prescienza divina si riferisce a due livelli alternativi nell'ambito della Conoscenza Divina della Creazione. Nella prospettiva inferiore, dopo il Tzimtzum (apparente occultamento di Dio), Dio conosce gli eventi "come osservatore". Nella prospettiva superiore, prima del Tzimtzum Dio conosce la Creazione dalla fonte di essa dentro di Sé.
- Il Da'at Superiore/Inferiore si riferisce alla Chokhmah (Saggezza) Superiore e Inferiore, la prima delle tre Sephirot intellettuali. Lo Zohar prevede, sulla base della sua interpretazione delle acque superiori e inferiori del diluvio di Noè (piogge dall'alto, sorgenti dal basso), che nel sesto secolo del sesto millennio ebraico (corrispondente agli anni secolari 1740-1840) la Saggezza invaderà il mondo in preparazione dell'era messianica. Nei discorsi "Likkutei Sichos" del Rebbe di Lubavitch,[5], egli rimanda questa predizione alla Saggezza Superiore del pensiero chassidico (chiamata "Sorgenti" del Baal Shem Tov) e alla Sapienza Inferiore della scienza e pensiero laici. Nella Cabala i due livelli di Acqua/Saggezza corrispondono alle Acque Superiori ed Inferiori nel racconto della Creazione di Genesi 1[6].
- Nell'interpretazione cabalistica del Tetragramma di Dio, le prime due lettere sono il "Mondo Nascosto" dell'Intelletto Divino, corrispondenti ad Atziluth e Beri'ah nei Quattro Mondi, e le ultime due lettere sono il "Mondo Rivelato" delle Emozioni Divine, corrispondenti a Yetzirah e Assiah. Nella prima sezione del Tanya,[7] la direttiva talmudica di benedire Dio per sfortuna e fortuna è legata alla sfortuna derivante dai reami nascosti superiori. Nella sua fonte, la sfortuna discende da una benedizione troppo alta per discendere nella rivelazione, poiché "nessun male discende dall'alto".
- I Nomi Divini del Tetragramma e di Elohim nella Cabala corrispondono all'infinita trascendente luce avvolgente e alla finita immanente luce colmante. In Genesi 1[8] la Creazione avviene tramite Elohim, mentre in Genesi 2[9] mediante entrambi i Nomi. Nell'interpretazione chassidica la Divina Infinità dell'essenziale Tetragramma Divino promulga la Creazione dal Nulla, ma traspare attraverso l'occultamento di Elohim per consentire alla Creazione di sembrare indipendente da Dio. In questo Elohim diventa il tramite della rivelazione, poiché una Creazione direttamente attraverso il Tetragramma verrebbe vanificata. Ciò corrisponde a due livelli di Bittul (Annullamento): Bittul HaMetzius ("Annullamento dell'Essenza") e Bittul HaYesh ("Annullamento dell'Io"). Dato che il più alto dei Quattro Mondi, Atziluth, è ancora un'emanazione, prima della Creazione percepita, riflette relativamente la Nullificazione Essenziale. In confronto ai due Mondi inferiori, anche Beri'ah ha qualche relazione col Bittul Superiore attraverso l'investitura della Sapienza (Atziluth)che discende nella Comprensione (Beria). La Profezia è spiegata nella Cabala[10] con le lettere della Creazione in Atziluth, mentre discendono in Beria. Questo significa che la visione divina trascendente discende in una qualche comprensione. Allo stesso modo, Beriah è descritto nella Cabala come il reame del "Trono" Divino, poiché la completa divinità emanata di Atziluth si riveste mediante la discesa in Beriah, metaforicamente come se discendendesse su un trono, a governare la creazione inferiore dall'alto come un re.